# Cal Miqueló (Sidamon)
Cal Miqueló és una obra amb elements barrocs de Sidamon (Pla d'Urgell) inclosa a l'Inventari del Patrimoni Arquitectònic de Catalunya.

## Descripció
És un habitatge unifamiliar aïllat que més tard ha estat envoltat per d'altres cases, que van formar el carrer més vell del poble. De planta baixa i pis segueix la compartimentació interior característica en tres espais perpendiculars a la façana. Aquestes queden relaxats per la simetria de les obertures. Els ràfecs son poc prominents a la façana. La galeria del costat sud de la casa, la més interessant, dona al propi pati de la casa.

## Història
Les dimensions de l'habitatge, així com la preexistència de cubs per emmagatzemar gra i vinya, piques de pedra, quadra i pessebre pels animals, son proves del poder econòmic de la família dins de la població. L'any 1918 la família Bellet adquirí l'habitatge. Durant la guerra civil l'edifici fou ocupat pels militars i s'hi cremà una biblioteca important.